# Zarzut
Zarzut – w prawie i postępowaniu cywilnym oraz karnym nazwa kilku odmiennych instytucji procesowych:

## Polskie prawo cywilne

### Prawo materialne
Przez zarzut rozumie się uprawnienie polegające na odmowie spełnienia roszczenia. Uprawnienie to przysługuje tylko w przypadkach przewidzianych prawem. Ponadto zarzut musi być podniesiony przez uprawnionego (sąd nie uwzględni go z urzędu).
Ponadto wyróżnia się zarzuty dylatoryjne (przejściowe) – np. zwłoka – oraz peremptoryjne (trwałe) – np. przedawnienie.

### Postępowanie cywilne
W postępowaniu cywilnym zarzut jest przesłanką procesową powodującą odrzucenie bądź oddalenie pozwu (wniosku), która przez sąd brana może być pod uwagę wyłącznie po jej podniesieniu przez stronę. Zakaz brania niektórych przesłanek z urzędu wynika z zasady równości stron procesowych.
Zarzuty to również skrócona nazwa środka zaskarżenia – zarzutów od nakazu zapłaty w postępowaniu nakazowym albo zarzutów przeciwko planowi podziału sumy uzyskanej z egzekucji.

## Polskie postępowanie karne
W postępowaniu karnym na etapie postępowania przygotowawczego śledztwo lub dochodzenie toczy się w sprawie (tj. gdy nikt nie ma jeszcze statusu podejrzanego), dopóki osobie podejrzanej nie zostaną przedstawione zarzuty przez prokuratora (w drodze postanowienia). Wówczas osoba podejrzana staje się podejrzanym, a dalsze postępowanie przygotowawcze toczy się przeciwko niej.